# Il Regno dei Cuccioli (Palace Pets)
Il Regno dei Cuccioli - Palace Pets (Whisker Haven Tales with the Palace Pets) è una miniserie televisiva a cartoni animati Disney trasmessa in Italia e nel mondo da Disney Junior con 22 episodi, dove sono presenti giochi e attività, tratta dal franchise delle Principesse Disney.

## Trama
Sei cuccioli di nome Treasure, Pumpkin, Petite, Sultan, Dreamy e Berry vivono in un magico regno e, grazie all'insegnamento della femmina di colibrì Ms Featherbon, dovranno portare a termine uno dei loro compiti o progetti nel corso della giornata.

## Personaggi
- Treasure
- Pumpkin
- Petite
- Sultan
- Dreamy
- Berry
- Ms Featherbon